# Sarah Wells
Pour les articles homonymes, voir Wells.
Sarah Lynn Wells, née le 10 novembre 1989 à Markham, est une athlète canadienne.

## Carrière
Sarah Wells s'initie à l’athlétisme dès le secondaire en rencontrant Dave Hunt, lui-même coureur de haies dans l’équipe canadienne au niveau universitaire, qui devient son mentor et entraîneur pendant huit ans. Elle est médaillée d'argent du relais 4 × 400 mètres à l'Universiade d'été de 2013 à Kazan.
Elle remporte aux Jeux panaméricains de 2015 de Toronto la médaille de bronze du 400 mètres haies et la médaille de bronze du relais 4 × 400 mètres. 
En 2012, malgré une fracture de stress au fémur qui prend 9 mois à guérir, elle réussit à se qualifier aux olympiques en 4 mois. Cette expérience l'amène à fonder Believe Initiative, une organisation qui soutient les jeunes filles dans le développement de leur leadership grâce au sport et à travers un programme qui mise sur la «transférabilité des aptitudes des athlètes».